# Blauwe divisie

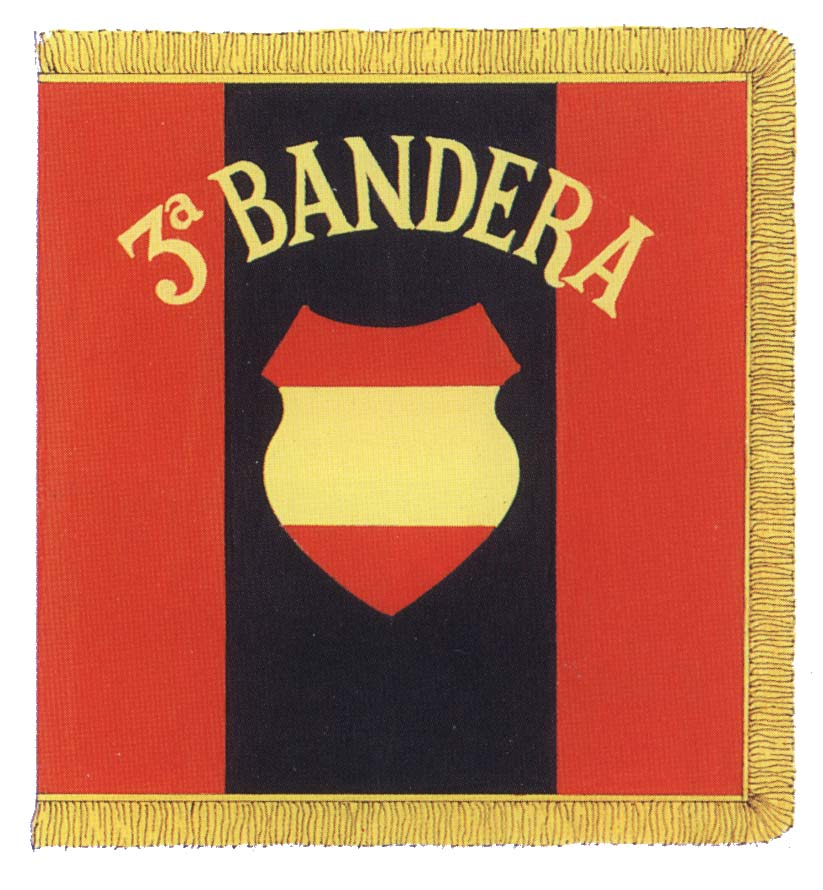
Vlag van de Blauwe divisie

De Blauwe divisie (Spaans: División Azul) was een Spaanse eenheid van vrijwilligers die aan de Duitse zijde diende tijdens de Tweede Wereldoorlog. De divisie was voornamelijk actief aan het oostfront. In totaal hebben ongeveer 47.000 soldaten gediend in deze eenheid, die een maximale grootte heeft gehad van 45.482 manschappen.
Hoewel Spanje onder Francisco Franco niet deelnam aan de oorlog werd het Spanjaarden wel toegestaan vrijwillig toe te treden tot het Duitse leger. Op deze wijze kon het Spaanse regime neutraal blijven en toch Duitsland steun betuigen als tegenprestatie voor de Duitse hulp die het had ontvangen tijdens de Spaanse Burgeroorlog.
Hitler gaf op 24 juni 1941 toestemming voor het inzetten van de Spaanse vrijwilligers. In Spaanse steden stroomden grote groepen mensen toe om zich aan te melden. In eerste instantie was Spanje bereid 4000 man te leveren, maar al snel werd duidelijk dat er ruim voldoende aanmeldingen waren om een volledige divisie te kunnen voeren.
Generaal Agustín Muñoz Grandes en generaal Emilio Esteban Infantes werden aangesteld als leiders van de divisie. Omdat de soldaten niet het officiële Spaanse uniform konden dragen, werd een symbolisch uniform samengesteld uit een rode baret, een kaki broek en blauw hemd. Hieraan heeft de divisie haar naam te danken. Dit uniform werd alleen gedragen tijdens de uittocht, in het veld werd het Wehrmacht-uniform gedragen.

## Commandanten
| Rang            | Naam                    | Begin            | Eind                            | Opmerking |
| --------------- | ----------------------- | ---------------- | ------------------------------- | --------- |
| Generalmajor    | Agustín Muñoz Grandes   | Juni 1941        | 19 december 1942                |           |
| Generalleutnant | Emilio Esteban Infantes | 19 december 1942 | 14 oktober 1943 - December 1943 |           |

## Organisatie
- Infanterie-Regiment 262 (span.)
- Infanterie-Regiment 263 (span.)
- Infanterie-Regiment 269 (span.)
- Artillerie-Regiment 250 (span.)
- Panzerjäger-Abteilung 250 (span.)
- Aufklärungs-Abteilung 250 (span.)
- Pionier-Bataillon 250 (span.)
- Reserve-Bataillon 250 (span.)
- Infanterie-Divisions-Nachschubführer 250 (span.)
- Divisionseinheiten 250